# L.P. Broberg
Laurits Pedersen Broberg (11. august 1859 – 6. oktober 1937) var en dansk direktør og politiker.
Broberg var søn af købmand Laurits Broberg og hustru Mette f. Johnsen. Han var på Sjørslev Højskole 1873-74 og 1874-75, var ejer af en gård i Sjørslev, var sognerådsmedlem 1894-1900, tiendekammissær, kontrollerende direktør i Fællesforeningen for Danmarks Brugsforeninger, medlem af andelsudvalget og af bestyrelsen for Nationalforeningen til Tuberkulosens Bekæmpelse, bestyrer af Gudenå Forstanderskab, medlem af Landstinget for 9. kreds for Venstrereformpartiet fra 1906 til 1914, medlem af Rigsretten 1909-14, af Medicinalkommissionen fra 1909, af Toldrådet 1910, af Landbokommissionen 1911-20. Medlem af direktionen for Sindssygehospitalet i Viborg 1913, af bestyrelsen for Dansk Andels Gødningsforretning fra 1916, af Møllernævnet, Ernæringsrådet, af Erhvervenes Fællesudvalg af 1917, af bestyrelsen for Den danske Andelsbank (indtil 1925) og af bestyrelsen for Silkeborg-Kjellerup Jernbane. Formand for Nordisk Andelsforbund fra 1918, medlem af Landbrugsraadet fra 1919 og af Næringslovskommissionen. Han var Ridder af Dannebrog og Dannebrogsmand.
Han var gift med Anne Marie f. Petersen, f. 21. juli 1860.